# Hamburger Abendblatt
L'Hamburger Abendblatt és un diari d'informació general publicat a Hamburg (Alemanya). Al segon trimestre de 2013 tenia una tirada de 218.212 (el dissabte 259.285) i una diffusió de 198.716 exemplars (el dissabte: 225.800). De 2011 a 2013 la diffusió va baixar de 10% i la tirada d'11,65%. El nombre de subscripcions a l'edició electrònica és de 9545. El seu competidor major és l'Hamburger Morgenpost, diari popular d'inspiració més a l'esquerra.

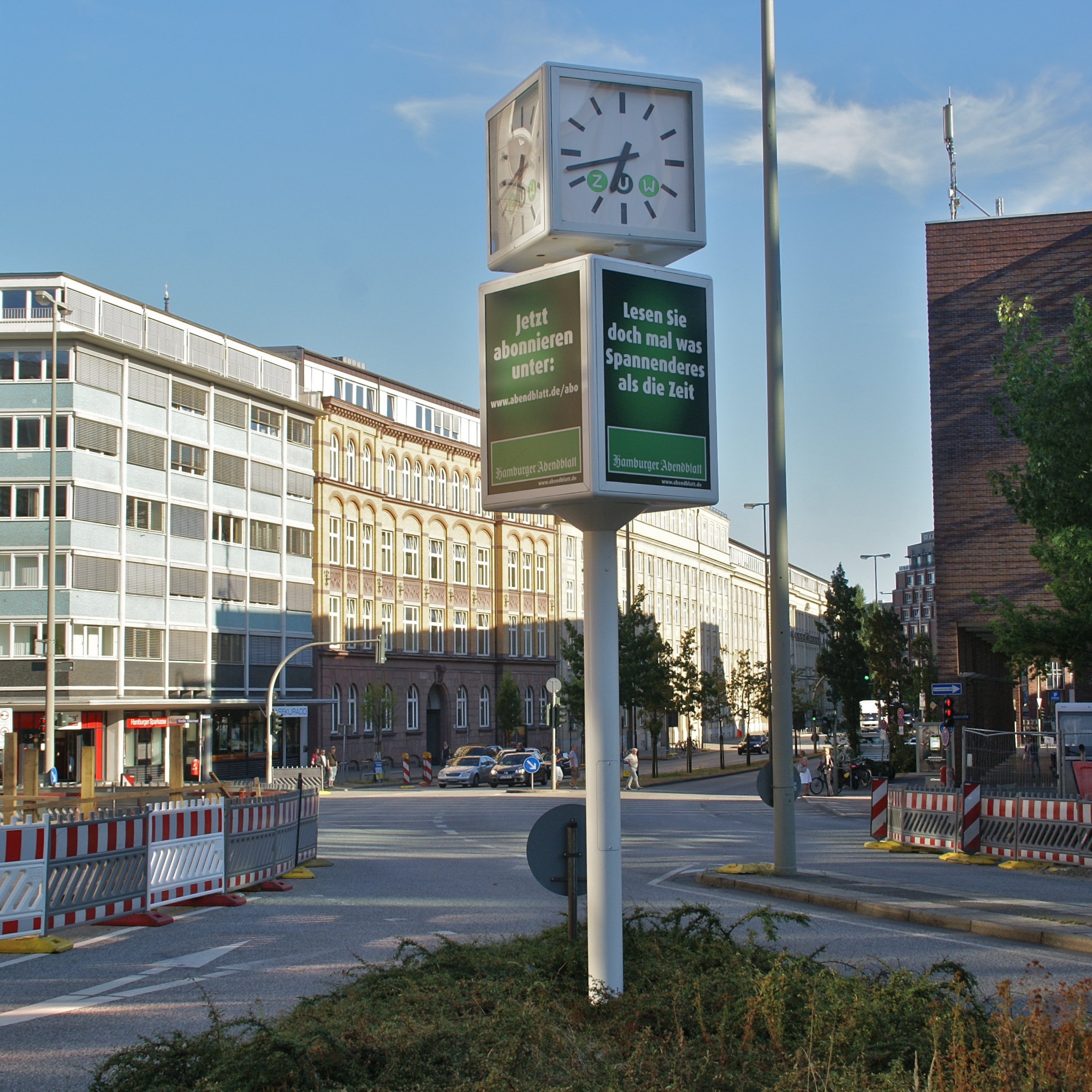
Rellotge públic amb propaganda pel diari

El diari té com a lema «Mit der Heimat im Herzen – die Weld umfassen» (trad.: «Amb el país al cor – comprendre el món», tret d'un poema de Gorch Fock). És d'un cert xovinisme lleial i de centra-dreta, tot i mostrar, des de l'inici, una obertura en voler fer-se el diari de tots. Gràcies a una política comercial molt activa envers els anunciants a poc a poc va imposar-se com a referència de l'àrea metropolitana d'Hamburg. Com diari metropolità, pretén mantenir-se al centre de la societat i aplicar un pluralisme als comentaris per tal d'obrir-se a tots els corrents majors.
Segons l'institut d'anàlisi de mitjans de comunicació Media Tenor, és el número u dels diaris locals citats a altres mitjans de comunicació nacionals, i el 2009 va ser citat més sovint que prestigioses publicacions com el Financial Times Deutschland, Berliner Zeitung i Die Welt.
Al costat del diari, va desenvolupar-se una editorial que s'especialitza en llibres d'interès local, guies turístiques, literatura local, monografies, etc.

## Història
Hi ha hagut uns diaris publicats a Hamburg amb el mot Abendblatt (trad.: Diari del vespre) al títol, i un Hamburger Abendblatt ja existia el 1820, sense cap relació amb el diari actual. El 1947, l'editor hamburguès Axel Springer va demanar una llicència. El primer burgmestre, Max Brauer va atorgar-la el 1948 i així el diari fou el primer després de la dictadura dels nazis que obtingué una llicència, no pas dels exèrcits ocupants, però d'una administració alemanya. El primer any, la tirada va pujar de 60.000 a 170.000 exemplars. L'1 de juliol de 2011, Lars Haider va succedir a Claus Strunz com a cap de redacció.
L'any 2008 fou guardonat per la Fundació Konrad Adenauer a «la millor prestació col·lectiva de redacció d'un diari local». El 25 de juliol de 2013 va transcendir un acord l'Editorial Springer per vendre el títol de l'Abendblatt i els seus altres diaris regionals al grup editorial Funke Mediagruppe d'Essen a partir de l'1 de gener 2014. A la transacció li cal encara l'autorització de l'Ofici Federal de la Competència.